# Playboy TV
Playboy TV (tidigare känd som The Playboy Channel) är en amerikansk TV-kanal som startades den 24 november 2004 och visar erotik genom filmer som produceras av Playboy. Kanalen finns, förutom i USA, även tillgänglig i Sverige, Brasilien, Kanada, Japan, Mexiko, Nya Zeeland, Portugal, Grekland, Storbritannien, Spanien, Irland och Norge. 

### Fotnoter
1. ↑  Fredrik Söderling (2 januari 2012). ”Filmkanal utan porr ska ersätta TV1000”. Dagens nyheter. http://www.dn.se/kultur-noje/film-tv/filmkanal-utan-porr-ska-ersatta-tv1000/. Läst 15 september 2016.